# Futsal Awards
I Futsal Awards sono una serie di premi riservato ai tesserati delle squadre di calcio a 5, istituiti nel 2000 dal sito specializzato Futsal Planet. I premi sono patrocinati dalla FIFA e sostenuti disinteressatamente dai principali fornitori di materiale tecnico ovvero Umbro (fino al 2011 e poi di nuovo dal 2017 al 2018) e Agla (dal 2012 al 2014). I vincitori sono scelti dalla giuria di giornalisti sportivi di Futsal Planet all'interno dei candidati proposti da ognuno dei 60 club più prestigiosi al mondo. Istituito nel 2000, nelle prime tre edizioni è stato assegnato al miglior calcettista del mondo nel corso dell'anno solare. Dall'edizione 2003 il premio è stato diviso in quattro categorie: miglior giocatore, miglior portiere, miglior selezione nazionale, miglior allenatore di una selezione nazionale. L'anno seguente sono state introdotte le categorie riservate ai club, agli allenatori di club, ai migliori giovani under-21 e agli arbitri mentre il premio per la miglior giocatrice è stato aggiunto nel 2007 e quello per la miglior portiere nel 2015.

## Giocatori

### Giocatori di movimento

#### Maschile
| Anno | Vincitore             | Club                |
| ---- | --------------------- | ------------------- |
| 2000 | Manoel Tobias         | Vasco da Gama       |
| 2001 | Manoel Tobias         | Jaraguá             |
| 2002 | Manoel Tobias         | Cartagena           |
| 2003 | Adriano Foglia        | Stabia/ Arzignano   |
| 2004 | Falcão                | Jaraguá             |
| 2005 | Javi Rodríguez        | Playas de Castellón |
| 2006 | Falcão                | Jaraguá             |
| 2007 | Vladislav Šajachmetov | Sinara              |
| 2008 | Schumacher            | Inter               |
| 2009 | Kike Boned            | ElPozo Murcia       |
| 2010 | Ricardinho            | Benfica             |
| 2011 | Falcão                | Santos              |
| 2012 | Falcão                | Intelli             |
| 2013 | Sergio Lozano         | Barcellona          |
| 2014 | Ricardinho            | Inter               |
| 2015 | Ricardinho            | Inter               |
| 2016 | Ricardinho            | Inter               |
| 2017 | Ricardinho            | Inter               |
| 2018 | Ricardinho            | Inter               |
| 2019 | Ferrão                | Barcellona          |
| 2020 | Ferrão                | Barcellona          |
| 2021 | Ferrão                | Barcellona          |
| 2022 | Pany Varela           | Sporting Lisbona    |
| 2023 | Pito                  | Barcellona          |

#### Femminile
| Anno | Vincitrice     | Club                  |
| ---- | -------------- | --------------------- |
| 2007 | Eva Manguán    | Atlético Navalcarnero |
| 2008 | Cilene         | Jaguaré               |
| 2009 | Alina Gorobets | Belichanka-93         |
| 2010 | Vanessa        | Burela                |
| 2011 | Vanessa        | Chapecó               |
| 2012 | Vanessa        | Chapecó               |
| 2013 | Luciléia       | Lazio Femminile       |
| 2014 | Amandinha      | Barateiro             |
| 2015 | Amandinha      | Barateiro             |
| 2016 | Amandinha      | Barateiro             |
| 2017 | Amandinha      | Leõas da Serra        |
| 2018 | Amandinha      | Leõas da Serra        |
| 2019 | Amandinha      | Leõas da Serra        |
| 2020 | Amandinha      | Leõas da Serra        |
| 2021 | Amandinha      | Leõas da Serra        |
| 2022 | Peque          | Burela                |
| 2023 | Camila         | Stein Cascavel        |

### Portieri

#### Maschile
| Anno | Vincitore          | Club                   |
| ---- | ------------------ | ---------------------- |
| 2003 | Luis Amado         | Inter                  |
| 2004 | Luis Amado         | Inter                  |
| 2005 | non assegnato      | non assegnato          |
| 2006 | non assegnato      | non assegnato          |
| 2007 | Tiago              | Jaraguá                |
| 2008 | Sergej Zuev        | Sinara                 |
| 2009 | Santiago Elías     | Napoli Vesevo/ Pinocho |
| 2010 | Mostafa Nazari     | Foolad Mahan           |
| 2011 | Stefano Mammarella | Montesilvano           |
| 2012 | Stefano Mammarella | Montesilvano           |
| 2013 | Gustavo            | Dinamo Mosca           |
| 2014 | Stefano Mammarella | Acqua e Sapone         |
| 2015 | Higuita            | Qairat                 |
| 2016 | Higuita            | Qairat                 |
| 2017 | Paco Sedano        | Barcellona             |
| 2018 | Higuita            | Qairat                 |
| 2019 | Higuita            | Qairat                 |
| 2020 | Higuita            | Qairat                 |
| 2021 | Guitta             | Sporting Lisbona       |
| 2022 | Dídac Plana        | Barcellona             |
| 2023 | Willian            | Joinville              |

#### Femminile
| Anno | Vincitore         | Club                    |
| ---- | ----------------- | ----------------------- |
| 2015 | Belén de Uña      | Atlético Navalcarnero   |
| 2016 | Belén de Uña      | Alcorcón                |
| 2017 | Estela García     | Atlético Navalcarnero   |
| 2018 | Ana Catarina      | Benfica                 |
| 2019 | Silvia Aguete     | Poio Pescamar           |
| 2020 | Ana Catarina      | Benfica                 |
| 2021 | Ana Catarina      | Benfica                 |
| 2022 | Bianca Castagnaro | Stein Cascavel/ Bitonto |
| 2023 | Bianca Castagnaro | Bitonto                 |

### Giovani

#### Maschile
| Anno | Vincitore         | Club                |
| ---- | ----------------- | ------------------- |
| 2004 | Fernandinho       | Prone Lugo          |
| 2005 | non assegnato     | non assegnato       |
| 2006 | non assegnato     | non assegnato       |
| 2007 | Jesús Herrero     | Carnicer Torrejón   |
| 2008 | Dmitrij Prudnikov | Sinara              |
| 2009 | Thiaguinho        | Carlos Barbosa      |
| 2010 | Jesús Aicardo     | Santiago            |
| 2011 | Sergio Lozano     | Segovia/ Barcellona |
| 2012 | Álex Yepes        | ElPozo Murcia       |
| 2013 | Ferrão            | Tjumen'             |
| 2014 | Adolfo Fernández  | Santa Coloma        |
| 2015 | Adolfo Fernández  | Santa Coloma        |
| 2016 | Adolfo Fernández  | Santa Coloma        |
| 2017 | Fernando Aguilera | ElPozo Murcia       |
| 2018 | Fernando Aguilera | ElPozo Murcia       |
| 2019 | Leozinho          | BF Magnus           |
| 2020 | Leozinho          | BF Magnus           |
| 2021 | Zicky Té          | Sporting Lisbona    |
| 2022 | Salar Aghapour    | Mes Sungun          |
| 2023 | Lúcio Rocha       | Benfica             |

#### Femminile
| Anno | Vincitore     | Club                  |
| ---- | ------------- | --------------------- |
| 2023 | Laura Córdoba | Atlético Navalcarnero |

## Allenatori
Fino al 2019 gli allenatori delle squadre maschili e femminili facevano parte della stessa categoria.

### Squadre maschili

#### Selezione nazionale
| Anno | Vincitore               | Selezione     |
| ---- | ----------------------- | ------------- |
| 2003 | Javier Lozano           | Spagna        |
| 2004 | Javier Lozano           | Spagna        |
| 2005 | non assegnato           | non assegnato |
| 2006 | non assegnato           | non assegnato |
| 2007 | Venancio López          | Spagna        |
| 2008 | Paulo César de Oliveira | Brasile       |
| 2009 | Hossein Shams           | Iran          |
| 2010 | Venancio López          | Spagna        |
| 2011 | Marcos Sorato           | Brasile       |
| 2012 | Venancio López          | Spagna        |
| 2013 | Ney Pereira             | Brasile       |
| 2014 | Roberto Menichelli      | Italia        |
| 2015 | Venancio López          | Spagna        |
| 2016 | Diego Giustozzi         | Argentina     |
| 2017 | Venancio López          | Spagna        |
| 2018 | Jorge Braz              | Portogallo    |
| 2019 | Jorge Braz              | Portogallo    |
| 2020 | Jorge Braz              | Portogallo    |
| 2021 | Jorge Braz              | Portogallo    |
| 2022 | Jorge Braz              | Portogallo    |
| 2023 | Hicham Dguig            | Marocco       |

#### Club
| Anno | Vincitore         | Club             |
| ---- | ----------------- | ---------------- |
| 2004 | Jesús Candelas    | Inter            |
| 2005 | non assegnato     | non assegnato    |
| 2006 | non assegnato     | non assegnato    |
| 2007 | Fernando Ferretti | Santos           |
| 2008 | Jesús Candelas    | Inter            |
| 2009 | Paulo Mussalem    | Carlos Barbosa   |
| 2010 | Fernando Ferretti | Santos           |
| 2011 | Fulvio Colini     | Montesilvano     |
| 2012 | Marc Carmona      | Barcellona       |
| 2013 | Faustino Pérez    | Dinamo Mosca     |
| 2014 | Jesús Velasco     | Inter            |
| 2015 | Jesús Velasco     | Inter            |
| 2016 | Jesús Velasco     | Inter            |
| 2017 | Jesús Velasco     | Inter            |
| 2018 | Jesús Velasco     | Inter            |
| 2019 | Andreu Plaza      | Barcellona       |
| 2020 | Andreu Plaza      | Barcellona       |
| 2021 | Nuno Dias         | Sporting Lisbona |
| 2022 | Cassiano Klein    | Cascavel         |
| 2023 | Antonio Vadillo   | Palma            |

### Squadre femminili

#### Selezione nazionale
| Anno | Vincitore     | Selezione |
| ---- | ------------- | --------- |
| 2021 | Clàudia Pons  | Spagna    |
| 2022 | Clàudia Pons  | Spagna    |
| 2023 | Wilson Sabóia | Brasile   |

#### Club
| Anno | Vincitore              | Club            |
| ---- | ---------------------- | --------------- |
| 2020 | Cristiane de Souza     | Taboão da Serra |
| 2021 | Julio Delgado González | Burela          |
| 2022 | Massimiliano Neri      | Falconara       |
| 2023 | Márcio Coelho          | Stein Cascavel  |

## Squadre

### Maschile

#### Selezione nazionale
| Anno | Vincitore     |
| ---- | ------------- |
| 2003 | Italia        |
| 2004 | Spagna        |
| 2005 | non assegnato |
| 2006 | non assegnato |
| 2007 | Brasile       |
| 2008 | Brasile       |
| 2009 | Iran          |
| 2010 | Spagna        |
| 2011 | Brasile       |
| 2012 | Brasile       |
| 2013 | Brasile       |
| 2014 | Brasile       |
| 2015 | Spagna        |
| 2016 | Argentina     |
| 2017 | Brasile       |
| 2018 | Portogallo    |
| 2019 | Brasile       |
| 2020 | Brasile       |
| 2021 | Portogallo    |
| 2022 | Portogallo    |
| 2023 | Marocco       |

#### Club
| Anno | Vincitore        |
| ---- | ---------------- |
| 2004 | Inter            |
| 2005 | non assegnato    |
| 2006 | non assegnato    |
| 2007 | Pinocho          |
| 2008 | Jaraguá          |
| 2009 | Carlos Barbosa   |
| 2010 | Jaraguá          |
| 2011 | Montesilvano     |
| 2012 | Barcellona       |
| 2013 | Intelli          |
| 2014 | Barcellona       |
| 2015 | Inter            |
| 2016 | Inter            |
| 2017 | Inter            |
| 2018 | Inter            |
| 2019 | Barcellona       |
| 2020 | Barcellona       |
| 2021 | Sporting Lisbona |
| 2022 | Barcellona       |
| 2023 | Palma            |

### Femminile

#### Selezione nazionale
| Anno | Vincitore |
| ---- | --------- |
| 2021 | Spagna    |
| 2022 | Spagna    |
| 2023 | Brasile   |

#### Club
| Anno | Vincitore      |
| ---- | -------------- |
| 2020 | Burela         |
| 2021 | Burela         |
| 2022 | Falconara      |
| 2023 | Stein Cascavel |
| 2024 | Taboão/Magnus  |

## Arbitri
| Anno | Vincitore           |
| ---- | ------------------- |
| 2004 | Pedro Galán         |
| 2005 | non assegnato       |
| 2006 | non assegnato       |
| 2007 | Antônio Cardoso     |
| 2008 | Károly Török        |
| 2009 | Michel Jean Bonnaud |
| 2010 | Danijel Janošević   |
| 2011 | Vadim Baratov       |
| 2012 | Fernando Gutiérrez  |
| 2013 | Fernando Gutiérrez  |
| 2014 | Alessandro Malfer   |
| 2015 | Alessandro Malfer   |
| 2016 | Fernando Gutiérrez  |
| 2017 | Saša Tomić          |
| 2018 | Nikola Jelić        |
| 2019 | Juan José Cordero   |
| 2020 | Nikola Jelić        |
| 2021 | Juan José Cordero   |
| 2022 | Nikola Jelić        |
| 2023 | Daniel Rodríguez    |